# البهجة الوردية

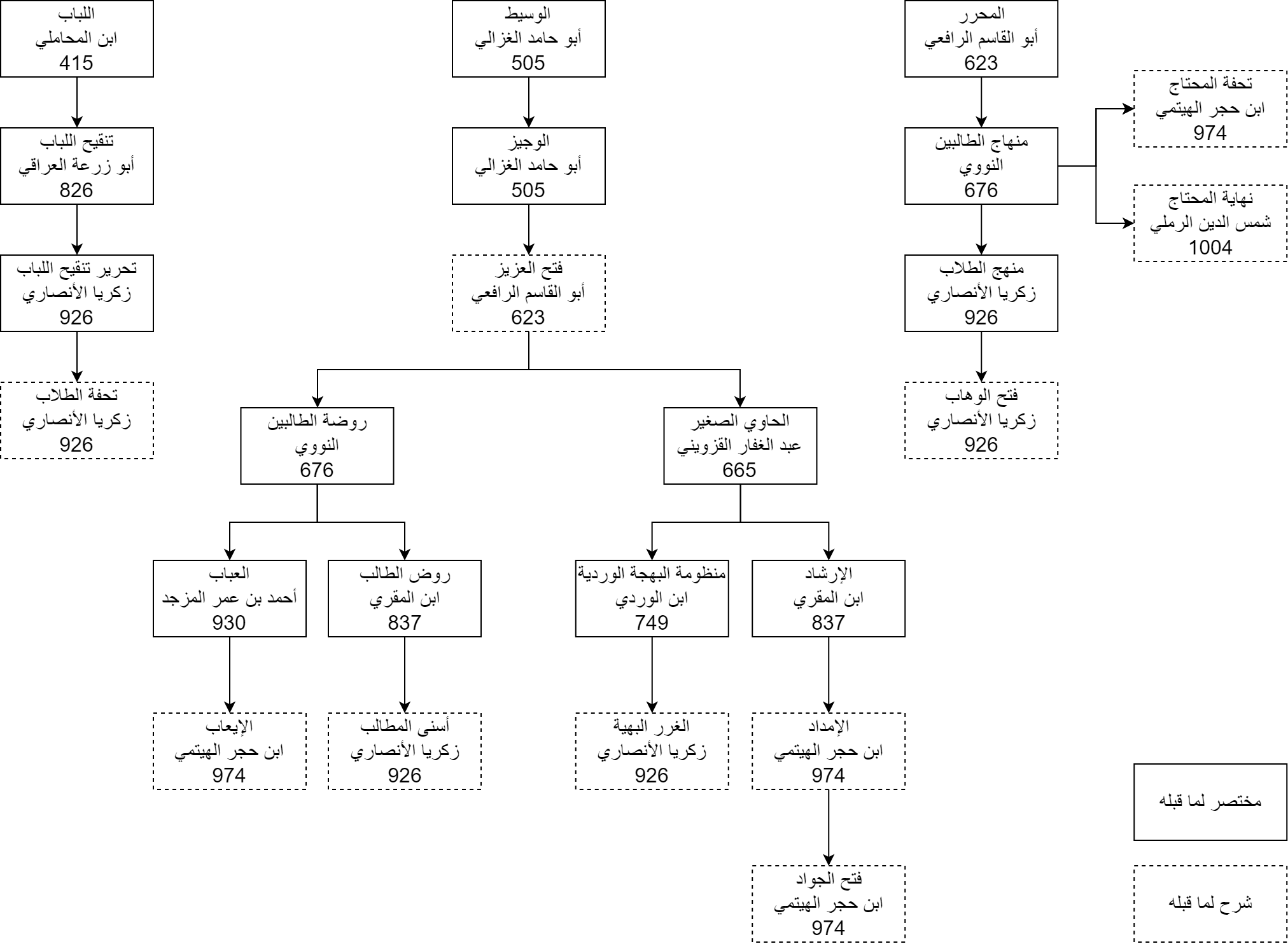
بعض أهم كتب الفقه الشافعي، وتظهر منظومة "البهجة الوردية" وسط الشجرة.

البهجة الوردية منظومة لابن الوردي (691-749هـ) في الفقه الشافعي، نظم بها كتاب «الحاوي الصغير» للقزويني (المتوفى 665هـ)، وهي شاملة لكافة أبواب الفقه، بدءاً بباب الطهارة، وانتهاءً بباب العتق. يقول ابن حجر العسقلاني في «الدرر الكامنة»: «ونَظَمَ [ابن الوردي] الْبَهْجَة الوردية فِي خَمْسَة آلَاف بَيت وَثَلَاث وَسِتِّينَ بَيْتاً، أَتَى على الْحَاوِي الصَّغِير بغالب أَلْفَاظه، وَأُقسم بِاللَّه.. لم ينظمْ أحدٌ بعدَه الْفِقْهَ إِلَّا وَقَصَّرَ دونَه».
ولأهمية هذه المنظومة، فقد اعتنى بها الشافعية كثيراً، فشرحوها وحفظوها ودرّسوها، ومن أشهر شروحها: «الغرر البهية في شرح البهجة الوردية» لزكريا الأنصاري (ت 926هـ)، وحاشيتاها: حاشية ابن قاسم العبادي (ت 944هـ)، وحاشية الشربيني (1326هـ). قال زكريا الأنصاري في مقدمة شرحه:
«فَإِنَّ الْبَهْجَةَ الْوَرْدِيَّةَ فِي الْفِقْهِ، لِلْإِمَامِ الْمُحَقِّقِ وَالْحَبْرِ الْمُدَقِّقِ أَبِي حَفْصٍ زَيْنِ الدِّينِ عُمَرَ بْنِ مُظَفَّرِ بْنِ عُمَرَ بْنِ مُحَمَّدِ بْنِ أَبِي الْفَوَارِسِ الْوَرْدِيِّ، طَيَّبَ اللَّهُ ثَرَاهُ وَجَعَلَ الْجَنَّةَ مَأْوَاهُ، لَمَّا كَانَتْ مِنْ أَبْدَعِ كِتَابٍ فِي الْفِقْهِ صُنِّفَ، وَأَجْمَعِ مَوْضِعٍ فِيهِ عَلَى مِقْدَارِ حَجْمِهِ أُلِّفَ، طَلَبَ مِنِّي بَعْضُ الْأَعِزَّةِ عَلَيَّ مِنْ الْفُضَلَاءِ الْمُتَرَدِّدِينَ إلَيَّ أَنْ أَضَعَ عَلَيْهَا شَرْحًا يَحِلُّ أَلْفَاظَهَا، وَيُبْرِزُ دَقَائِقَهَا، وَيُحَقِّقُ مَسَائِلَهَا، وَيُحَرِّرُ دَلَائِلَهَا، فَأَجَبْته إلَى ذَلِكَ بِعَوْنِ الْقَادِرِ الْمَالِكِ، ضَامًّا إلَيْهِ مِنْ الْفَوَائِدِ الْمُسْتَجَادَاتِ وَالْقَوَاعِدِ الْمُحَرَّرَاتِ مَا تَقَرُّ بِهِ أَعْيُنُ أُولِي الرَّغَبَاتِ، رَاجِيًا بِذَلِكَ جَزِيلَ الْأَجْرِ وَالثَّوَابِ، وَمُؤَمِّلًا مِنْ اللَّهِ تَعَالَى أَنْ يَصِيرَ هَذَا الْكِتَابُ عُمْدَةً وَمَرْجِعًا بِبَرَكَةِ الْأَكْرَمِ الْوَهَّابِ، وَسَمَّيْته الْغُرُرَ الْبَهِيَّةَ فِي شَرْحِ الْبَهْجَةِ الْوَرْدِيَّةِ، وَاَللَّهُ أَسْأَلُ أَنْ يَجْعَلَهُ نَافِعًا خَالِصًا لِوَجْهِهِ الْكَرِيمِ، وَوَسِيلَةً لِلْفَوْزِ بِجَنَّاتِ النَّعِيمِ».

## سبب تأليف المنظومة
يعلل ابن الوردي سبب تأليف منظومة البهجة الوردية قائلاً: